# Takeaway

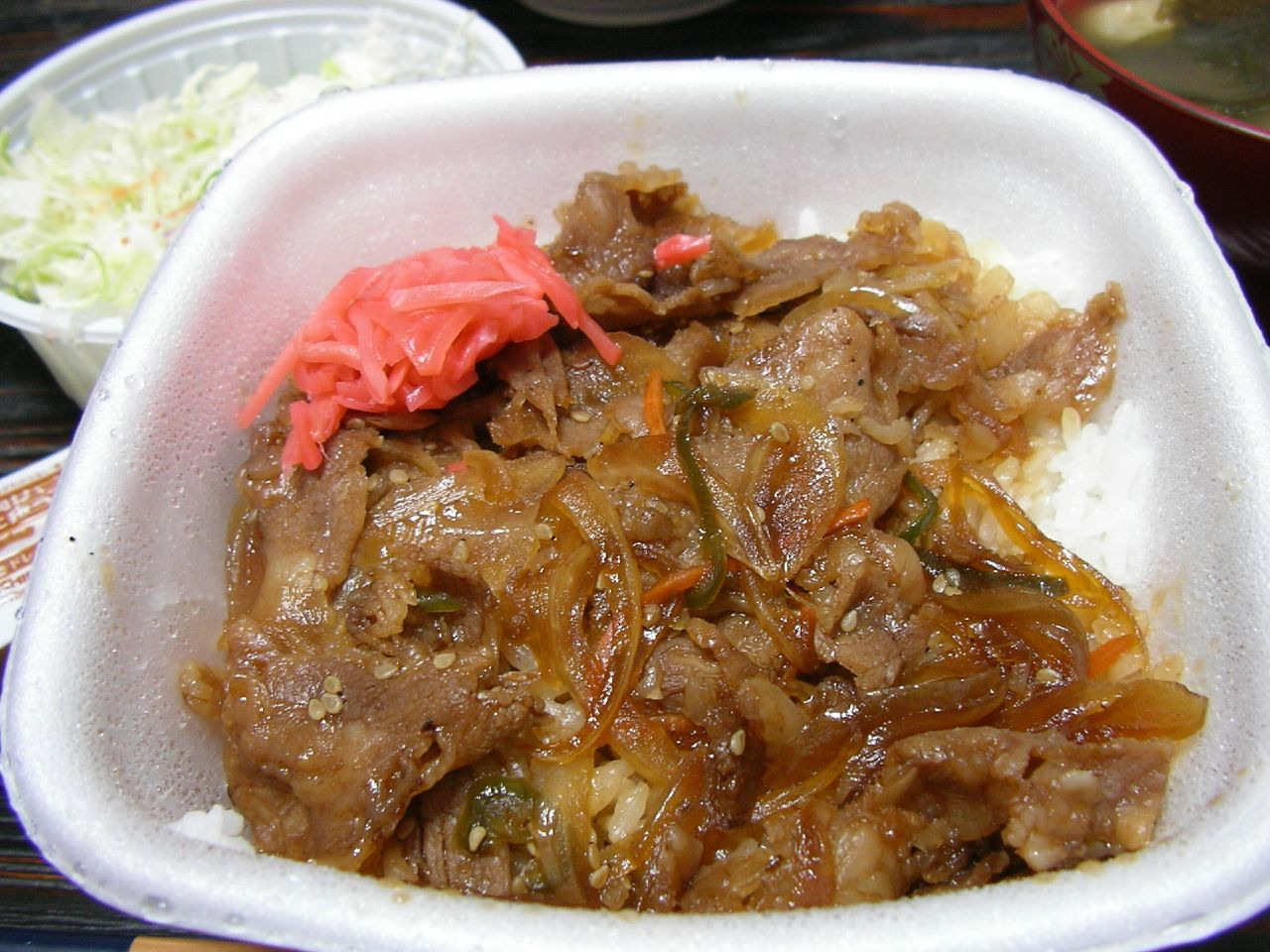
Comida de takeaway, servida em recipientes próprios para levar

Takeaway ou take-out  é um estabelecimento comercial, do género restaurante, destinado ao preparo e comércio de refeições que são levadas e consumidas em outro local. Os restaurantes deste tipo podem providenciar serviço de mesa, ou não, dependendo do caso. Usualmente, estes restaurantes são mais baratos do que os convencionais.
Geralmente, a comida confecionada nos takeaway é comida rápida, mas nem sempre. Enquanto que restaurantes fast food carregam a conotação de que se trata de um produto estandardizado, de uma cadeia global de franquia, restaurantes takeaway, muitas vezes, são pequenos negócios, que servem comida local, podendo ser, às vezes, de grande qualidade.